# 遠山川 (長野県)
遠山川（とおやまがわ）は、長野県遠山郷を流れる天竜川水系の一級河川。

## 地理
赤石山脈の聖岳を水源とし、飯田市上村で大沢岳から流下する北又沢を合わせ、同市南信濃木沢で地蔵峠から南下する上村川を合わせ、南信濃和田で八重河内川を合わせて南西に流下し、天龍村で天竜川に合流する。江戸時代は遠山郷一帯から榑木や木材が盛んに切り出され、遠州の天竜川河口から主に江戸に向けて出荷された。
本支流のうち、遠山川、上村川、八重河内川は西南日本地質構造線に沿って流れ、古生層よりなる粘板岩や砂岩の赤石山脈と、花崗岩が基盤である伊那山地との間を走る一大断層線を深く浸食している。遠山川の谷は近世まで伊那谷から静岡県の秋葉山本宮秋葉神社に至る最短経路として利用された。